# Oriolus oriolus

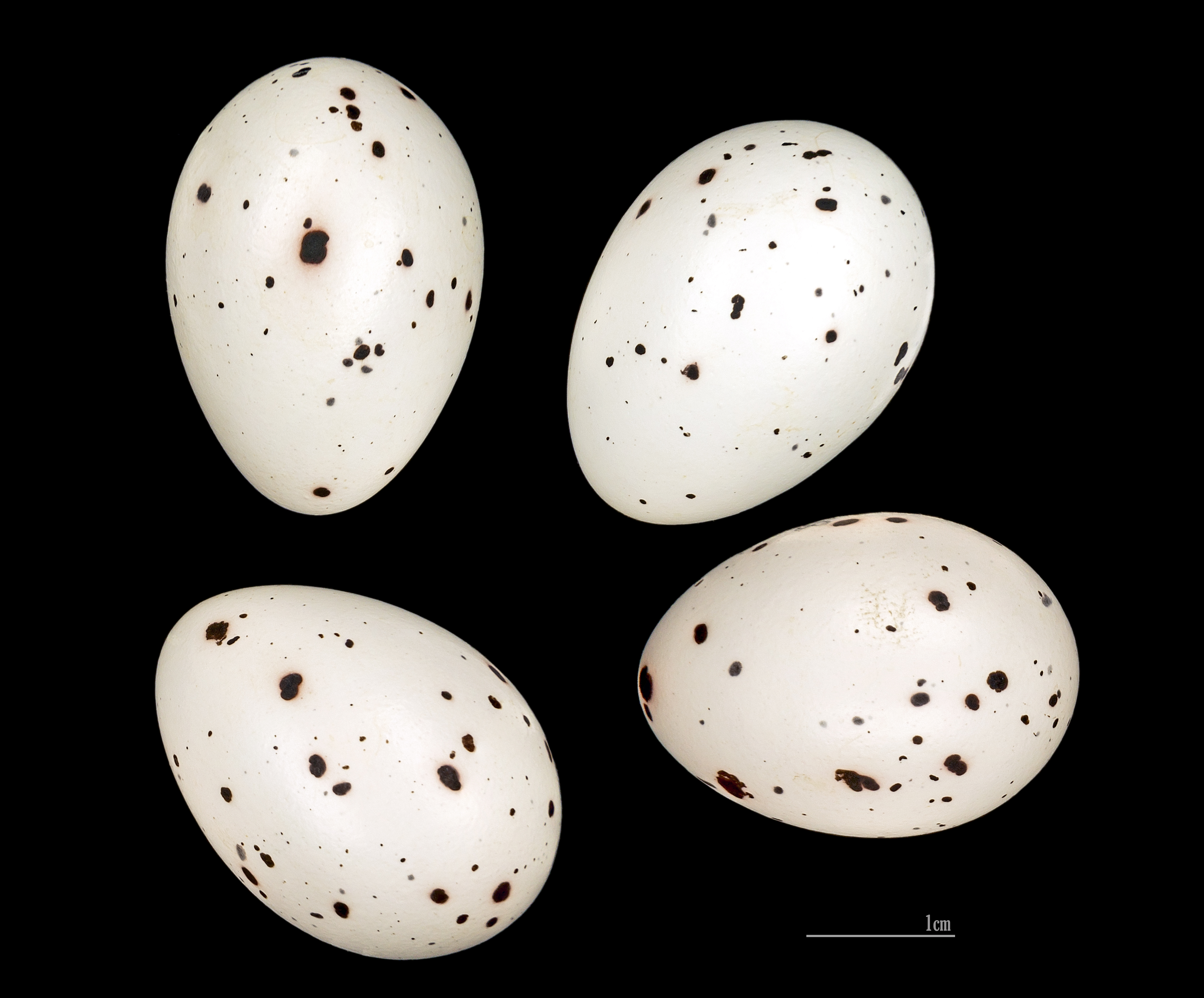
Huevos de Oriolus oriolus

La oropéndola europea u oriol (Oriolus oriolus) es una especie de ave paseriforme de unos 25 cm, de la familia Oriolidae. Es propia de las regiones templadas del hemisferio norte. Inverna en los trópicos, para después emigrar a Europa y Oriente Medio para pasar el verano. Su nombre científico proviene del latín aurum, «dorado», «ave de oro».
Es un ave inteligente y escurridiza, de vuelos rápidos y cortos entre las ramas aunque alcanza vuelos muy altos en sus migraciones. Su plumaje dorado hace muy fácil confundirla con destellos solares. Construye sus nidos con gran velocidad, nidifica en bosques con preferencia por los cursos de agua. Son monógamos, territoriales y migratorios. Ponen habitualmente dos o tres huevos, pero pueden llegar a seis.

## Características
Macho. Característico con cuerpo amarillo dorado, con ala y cola negras.
Hembra. Parecida al macho. Por encima verde oliva, por debajo, blancuzca, débilmente rayada de rojo oscuro en el pecho; alas y cola rojas oscuras con el amarillo menos extendido y menos vivo.
Jóvenes. Las oropéndolas jóvenes son semejantes a la hembra, pero con pico gris e iris pardo.

## Alimentación
Se alimenta principalmente de orugas, mariposas, arañas,
moluscos; frutos.

## Muda
Muda postnupcial parcial, cambiando plumas corporales, pequeñas cobertoras y más raramente terciarias y alguna secundaria entre junio y agosto. La muda postjuvenil es también parcial incluyendo plumas del cuerpo, pequeñas coberteras y, algunos ejemplares, las terciarias. Ambas clases de edad tienen una muda prenupcial completa en sus áreas de invernada africanas, pudiendo dejar sin mudar la secundaria. 

## Nombre
Es origen del nombre propio masculino Oriol en Cataluña y Oriole en el sur de Francia.
Da nombre a la ciudad de Orihuela cuyo emblema es una oropéndola coronada con corona real, con alas a medio desplegar. Se trata de una delicada obra de plata sobredorada, labrada y cincelada realizada por el orfebre oriolano Miguel Ruvira en el año 1732, para sustituir el anterior "oriol" de madera tallada y dorada que, a su vez, sustituía uno anterior que fue incautado por el cardenal Luis de Belluga (virrey de Valencia) cuando la ciudad capituló en favor de Felipe V y del que se desconoce su paradero. Solo se exhibe públicamente el día de la conmemoración del 17 de julio (día de la Reconquista).